# Ossip Julian Iwanowitsch Senkowski

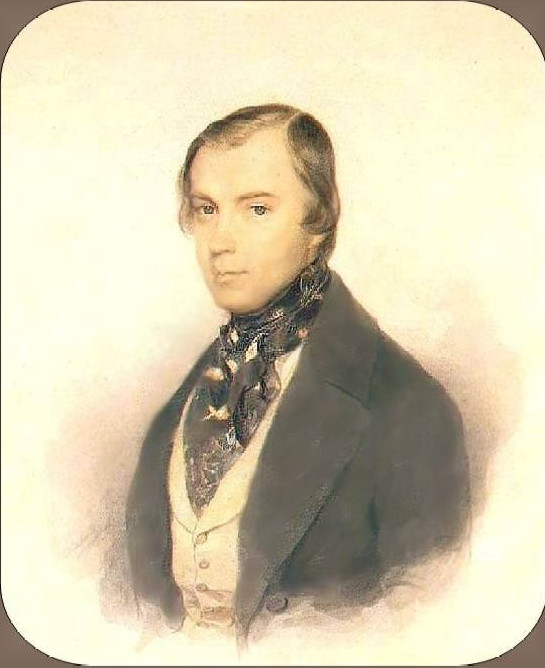
Ossip Julian Iwanowitsch Senkowski (A. Belkin)

Józef Julian Sękowski (bzw. russisch Ossip Julian Iwanowitsch Senkowski, russisch Осип Юлиан Иванович Сенковский, Pseudonym Baron Brambeus; * 19. Märzjul. / 31. März 1800greg. in Antagołany, heute: Antagaluonė, Gemeinde Inturkė, Litauen; † 4. Märzjul. / 16. März 1858greg. in Sankt Petersburg) war ein polnischer Orientalist, Schriftsteller und Journalist. Er war Redakteur der Zeitschrift „Lesebibliothek“ (Библиотека для чтения). Seit 1829 war er korrespondierendes Mitglied der Russischen Akademie der Wissenschaften.

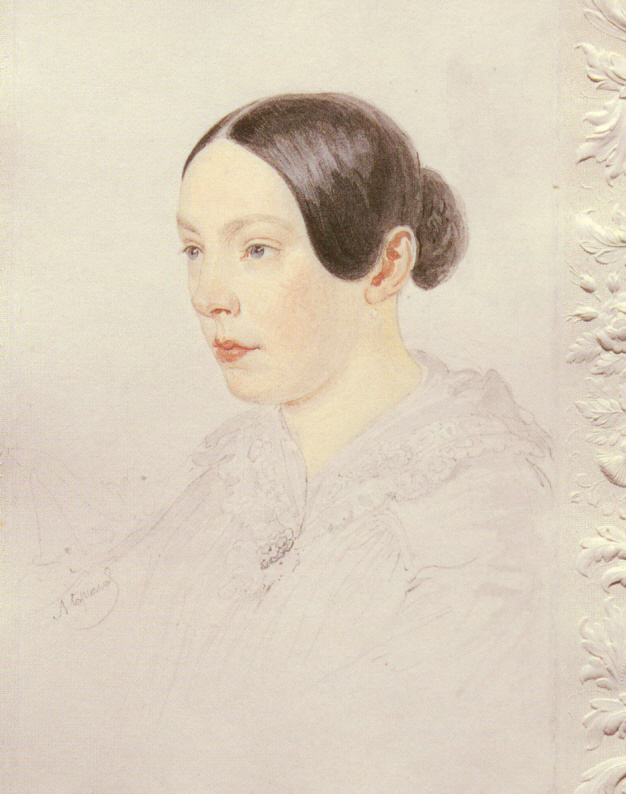
Adelaida Alexandrowna Senkowskaja (Aquarell von Alexander Brjullow)

Senkowskis Frau Adelaida Alexandrowna Senkowskaja war die Tochter des Bankiers Alexander Franz von Rall.
Der Schriftsteller Weniamin Alexandrowitsch Kawerin schrieb seine Dissertation über ihn.